# Buczerowskaja
Buczerowskaja (ros. Бучеровская) – wieś w Rosji, w rejonie wożegodskim obwodu wołogodzkiego. W 2010 r. liczyła 15 mieszkańców.